# Kyurdakhany
Kyurdakhany (ryska: Кюрдаханы, azerbajdzjanska: Kürdəxanı) är en ort i Azerbajdzjan.   Den ligger i distriktet Baku, i den östra delen av landet, 19 km norr om huvudstaden Baku. Kyurdakhany ligger 2 meter över havet och antalet invånare är 6 400.
Terrängen runt Kyurdakhany är platt, och sluttar norrut. Runt Kyurdakhany är det tätbefolkat, med 982 invånare per kvadratkilometer.. Närmaste större samhälle är Baku, 19,1 km söder om Kyurdakhany.
Omgivningarna runt Kyurdakhany är i huvudsak ett öppet busklandskap.